# 圣玛丽亚-德拉斯奥亚斯
圣玛丽亚-德拉斯奥亚斯（西班牙語：Santa María de las Hoyas）是西班牙卡斯蒂利亚-莱昂索里亚省的一个市镇。总面积45平方公里，总人口194人（2001年），人口密度4人/平方公里。